# Linguère
Linguère (wolof: Lingèer) – miasto w Senegalu, w regionie Louga. Według danych szacunkowych na rok 2007 liczy 12 223 mieszkańców. Miasto było w przeszłości stolicą afrykańskiego królestwa Dżolof.
W czasach kolonialnych istniała tu stacja końcowa niedziałającej obecnie linii kolejowej, która biegła do Louga na zachodzie Senegalu (zbiegała się tam z linią Dakar-Saint Louis).